# Zeta Cephei
Désignations
Zeta Cephei (ζ Cep / ζ Cephei) est une étoile de troisième magnitude de la constellation de Céphée, dont elle marque l'épaule gauche. D'après la mesure de sa parallaxe annuelle par le satellite Hipparcos, elle est située à environ ∼ 840 a.l. (∼ 258 pc) de la Terre.

## Propriétés
Zeta Cephei est une supergéante rouge de type spectral K1,5 Ib, avec une température de surface de 4 340 kelvins, environ 10 fois plus massive que le Soleil. La luminosité de Zeta Cephei est d'environ 3 600 fois celle du Soleil[réf. nécessaire]. Sa magnitude absolue (M) est de -3,65. L'étoile a une métallicité d'environ 1,3 fois celle du Soleil, c'est-à-dire qu'elle contient proportionnellement 1,3 fois d'éléments plus lourds que l'hélium que ce dernier.
C'est également une étoile variable, sa magnitude apparente variant entre 3,31 et 3,40. Le GCVS la note comme une possible binaire à éclipses, tandis que sur le site de l'AAVSO elle est répertoriée comme une variable irrégulière à longue période, sur la base de la photométrie du satellite Hipparcos.

## Évolution
À la frontière de la limite de 8 à 10 masses solaires au-delà de laquelle les étoiles développent des cœurs de fer et explosent ensuite en supernovae, l'évolution la plus probable de Zeta Cephei est de produire une naine blanche très massive, proche de la limite de Chandrasekhar (1,4 masse solaire) pour laquelle ces rémanents denses peuvent survivre. Si Zeta Cephei est une étoile binaire, c'est-à-dire si un compagnon stellaire existe et s'il est suffisamment proche pour alimenter la future naine blanche, il est théoriquement possible que la limite soit franchie, conduisant à l'effondrement de la naine blanche et à une explosion en supernova de type Ia[réf. nécessaire].

## Dans la culture
En astronomie chinoise, l'étoile fait partie de l'astérisme Tsaou Foo, qui était le nom d'un conducteur de char de Mu Wang, cinquième roi de la dynastie Zhou ; outre ζ Cephei, l'astérisme comprend δ, ε et ν Cephei.